# Acque anossiche
Le acque anossiche sono zone di acqua (marina o dolce) che sono state private dell'ossigeno, in esse comunemente disciolto. Questa condizione è generalmente trovata in aree che hanno scambi d'acqua limitati. 
Nella maggior parte dei casi, all'ossigeno viene impedito di raggiungere livelli maggiori di profondità  a causa di una barriera fisica (sill), oppure per una pronunciata stratificazione di densità.  Le condizioni anossiche si verificheranno, se il tasso di ossidazione della materia organica provocato dai batteri è maggiore del rifornimento di ossigeno disciolto. 
Le acque anossiche sono un fenomeno naturale, e si sono verificate anche durante la storia geologica del Mar Baltico. Recentemente, ci sono state alcune indicazioni sul fatto che l'eutrofizzazione ha incrementato l'estensione delle aree anossiche nelle zone incluse nel Mar Baltico e nel Golfo del Messico. 
Le condizioni anossiche risultano da numerosi fattori; per esempio, condizioni di ristagno, stratificazione della densità, immissione di materiale organico e forti termoclini. La produzione batterica di solfuro incomincia nei sedimenti, dove i batteri trovano substrati adatti, e dunque si espande dentro la colonna d'acqua.
Quando l'ossigeno è esaurito in un bacino, i batteri si dirigono verso il secondo accettore di elettroni che nell'acqua marina è il nitrato. Accade allora la denitrificazione, e il nitrato verrà consumato piuttosto rapidamente. Dopo aver ridotto alcuni altri elementi minori, i batteri si rivolgeranno alla riduzione del solfato. Se l'acqua del mare anossica diventa di nuovo ossigenata, i solfuri verranno ossidati a solfati secondo la reazione seguente:
HS- + 2 O2 → HSO4-

## Bacini anossici
- Bannock Basin, Mar Mediterraneo orientale;
- Mar Nero bacino, Europa orientale, circa 50 metri;
- Mar Caspio bacino, circa 100 metri;
- Bacino Cariaco,  al largo del Venezuela centro-settentrionale;
- Bacino Gotland, nel Mar Baltico al largo della Svezia;
- Mariager Fjord, al largo della Danimarca;
- Bacino Orca, Golfo del Messico del nord-est ;
- Immissario del Saanich, al largo dell'Isola di Vancouver, Canada;